# Domenico Piva
Domenico Piva (Rovigo, 2 dicembre 1826 – Rovigo, 5 luglio 1907) è stato un generale e patriota italiano.

## Biografia
Nacque il 2 dicembre del 1826 da Giovanni e Teresa Verza. A diciannove anni si arruolò nel corpo dei finanzieri asburgici e prese servizio a Padova.
Prese parte all'insurrezione dell'8 febbraio 1848 e fu incarcerato a Rovigo con l'accusa di aver ucciso un ufficiale austriaco.
Liberato il 19 marzo successivo dagli insorti, prese parte alle imprese militari del tempo, arruolandosi nei Cacciatori dell'Alto Reno, al comando di Livio Zambeccari. Militò poi nel reggimento Italia Libera del generale Antonio Morandi.
Nel novembre del 1848, a Bologna, conobbe Giuseppe Garibaldi e decise di seguirlo, arruolandosi nella Legione Italiana che nella primavera del 1849 portò aiuto alla Repubblica Romana.
Partecipò a scontri e a rischiose sortite, guadagnandosi la stima di Nino Bixio e dello stesso Garibaldi.
Alla caduta di Roma, fu tra coloro che decisero di seguire Garibaldi nella pericolosa marcia attraverso la penisola, per portare aiuto a Venezia.
Catturato al largo delle coste venete, scontò sette anni di milizia forzata nell'esercito asburgico.
Ottenuto nel 1857 il congedo, fece ritorno a Rovigo, ma due anni più tardi decise di rispondere nuovamente all'appello patriottico, arruolandosi nei Cacciatori delle Alpi di Garibaldi. Combatté a Varese e a San Fermo. Organizzò per incarico di Garibaldi la Guardia Civica di Como.
Finita la guerra d'indipendenza, fu coinvolto in un processo a Bologna, con l'accusa infondata di aver indotto alcuni bersaglieri di Ferrara alla diserzione.
Scagionato, fu attivo a Genova nei preparativi della Spedizione dei Mille, cui prese parte con valore fino al decisivo scontro nella valle di Maddaloni, nella prima brigata della 18ª Divisione comandata da Nino Bixio.
Conclusa l'impresa, decise di passare nell'esercito regolare, dove ottenne nel 1862 il grado di tenente colonnello.
Nel 1862 sposò Carolina Cristofori, che in seguito verrà amata e cantata con lo pseudonimo di Lidia da Giosuè Carducci, cui fu legata da una lunga relazione epistolare e sentimentale.
Dal matrimonio nacquero, fra gli altri, i futuri giornalisti e militanti socialisti Vittorio Piva e Gino Piva, nonché la poetessa Lydia Piva, prematuramente scomparsa. Quest'ultimo, in realtà, fu figlio naturale di Giosuè Carducci, col quale Carolina Cristofori aveva avuto una travolgente relazione amorosa dal 1872, come ha scritto recentemente Guido Davico Bonino nell'opera Il leone e la pantera. Lettere d'amore a Lidia (1872-1878), avvalendosi delle ricerche di Simonetta Santucci, conservatrice di Casa Carducci.
Partecipò alla repressione del banditismo in Sicilia, tra Palermo, Trapani e Girgenti. Prese parte alla campagna del 1866 nel reggimento del generale Longoni. Fu poi per servizio a Verona, Milano, Civitavecchia e infine a Bologna.
Nel 1880, dopo l'infelice esito della sua candidatura nel collegio di Rovigo col sostegno della destra, fu collocato in pensione dal ministro Benedetto Cairoli.
La morte della moglie, lo spinse ad abbandonare Bologna e a tornare con la numerosa prole a Rovigo, dove si dedicò all'agricoltura e collaborò col fratello Pietro nella direzione del gazometro cittadino.
Nel 1898 pianse la morte della figlia ventunenne Lidia e patì per la sorte dei figli Vittorio e Gino, che a seguito della repressione di maggio, furono costretti all'esilio e vennero condannati in contumacia per reati politici.
Nel 1899 lo scultore Giovanni Battista Tassara lo ritrasse tra i Mille, in uno dei due grandiosi altorilievi bronzei per il sacrario di Calatafimi.
Morì a Rovigo il 5 luglio 1907.
Il 20 settembre 1909 la città natale gli eresse un monumento nell'atrio dell'ex-Corpo di Guardia, opera dello scultore padovano Augusto Sanavio.
Un busto onorario, opera del leccese Giuseppe Mangionello, verrà inaugurato a Roma il 18 novembre 1928 sul Gianicolo, vicino al monumento dedicato a Garibaldi.